# Tempio di Kom Ombo

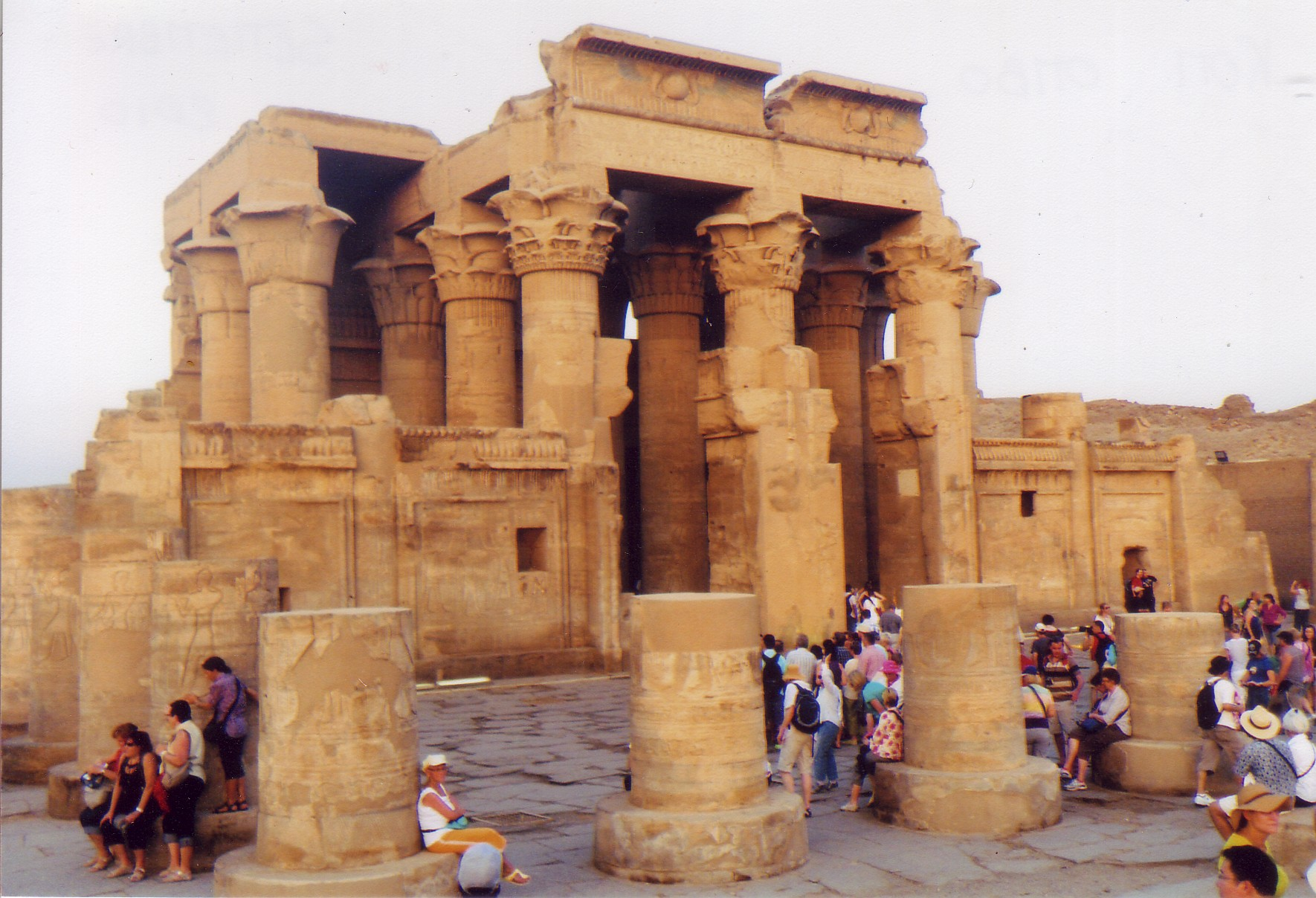
Ingresso del Tempio di Kom Ombo

Il Tempio di Kom Ombo è un antico luogo di culto costruito durante il dominio della dinastia tolemaica, collocato nei pressi dell'omonima cittadina in Egitto.
Sorge su un modesto promontorio roccioso (infatti Kom Ombo significa la collina di Ombos) che domina l'ansa del Nilo, sul sito di un precedente luogo di culto. Il suo antico nome in lingua egizia era Pa-Sobek ovvero "Il possedimento di Sobek".

## Il tempio
La particolarità del tempio è costituita dalla dedicazione del culto a due diverse triadi di divinità. La prima la più antica e primordiale della regione era costituita dal dio coccodrillo Sobek, Hathor e Khonsu. La seconda, di epoca più tarda, era costituita da Haroeris cioè Horo il Vecchio, manifestazione solare del dio falco, Tasenet-nofret sorella di Horus e Panebtani, il signore dei due paesi.
Il tempio fu inizialmente edificato da Tolomeo VI all'inizio del suo regno, e ampliato in seguito dai suoi successori; particolarmente Tolomeo XIII costruì le sale ipostile esterne e interne.
La struttura del tempio è costituita da due corpi di fabbrica perfettamente simmetrici l'uno con l'altro rispetto all'asse principale: vi si ergono così due ingressi rispetto al muro esterno, due passaggi rispetto a ogni camera e la successiva. Il santuario di sinistra è dedicato al dio Horo, mentre quello di destra al dio Sobek; i bassorilievi che decorano i due santuari riservano la stessa importanza a entrambe le divinità.

## Struttura

### L'ingresso
Il primo pilone è completamente scomparso distrutto dalle inondazioni e dalle asportazioni compiute dall'uomo. Il primo cortile, di epoca romana, è stato anch'esso smantellato con il tempo e sussistono soltanto le basi delle colonne che si dipanano sui tre lati esterni.
L'ingresso, sul lato est, è ornato da tre colonne papiriformi che delimitano due differenti ingressi entrambi decorati con il disco solare alato. In ossequio alla duplice natura del santuario uno al tempio di Sobek e l'altro a quello di Horus. Sul portale è posta un'iscrizione dedicatoria a Tolomeo XII.
Dall'ingresso si accede direttamente all'atrio ipostilo.

### Atrio ipostilo
L'atrio ipostilo è composto da dieci colonne più piccole rispetto a quelle più maestose all'ingresso, ma ugualmente decorate. Anche le pareti sono decorate con bassorilievi, tra cui spiccano due particolarmente raffinati e compositi. Entrambi celebrativi del faraone Tolomeo XII e posti ciascuno nell'area dedicata a Sobek e a Horus. Il bassorilievo della sala ipostila, posto nell'area consacrata a Sobek, raffigura il faraone Tolomeo XII mentre viene incoronato da due donne con le corone dell'Alto Egitto e del Basso Egitto. Il tutto avviene alla presenza del dio Sobek e della sua compagna. La divinità di Sobek e della compagna è sancita dal possesso dell'ankh sacro.
Il bassorilievo della sala ipostila, posto nell'area consacrata a Horus, raffigura sempre il faraone Tolomeo XII che riceve dalle altre divinità l'ankh sacro che ne sancisce la parità con esse. Il tutto avviene alla presenza del dio Horus.

### I vestiboli e il doppio santuario
Tre vestiboli, in cattivo stato di conservazione, precedono il doppio santuario di Horus e Sobek. Dei due santuari rimangono solamente i basamenti utilizzati per deporre le barche sacre delle due divinità.
Un doppio muro di cinta ingloba l'intero edificio creando un cortile.

### Il cortile esterno
Le decorazioni riprendono gli elementi tipici del periodo tolemaico con scene di culto e cerimonie sacerdotali; solamente nelle cappelle tergali in perfetto stato di conservazione si trovano i bassorilievi più antichi.
Uno dei bassorilievi più interessanti rappresenta vari strumenti chirurgici, segno che nel tempio si praticava l'arte medica, anche se gli studiosi non sono tutti concordi. Nello stesso bassorilievo sono rappresentate due donne incinte sedute sopra una sedia gestatoria. Infatti il tempio era meta di molti fedeli che venivano chiedere l'intercessione divina contro le infermità.
Sempre nel cortile esterno è raffigurata una falsa porta posta sul retro in precisa coincidenza con il punto di intersezione tra le due ali del tempio.
Gran parte del tempio è stato distrutto dal Nilo, dai terremoti e da successivi costruttori che utilizzarono l'edificio come cava edile. Alcuni dei rilievi interni vennero deturpati quando il tempio venne trasformato in una chiesa copta ortodossa. Alcune delle trecento mummie di coccodrilli scoperte nei dintorni sono esibite dentro il tempio.

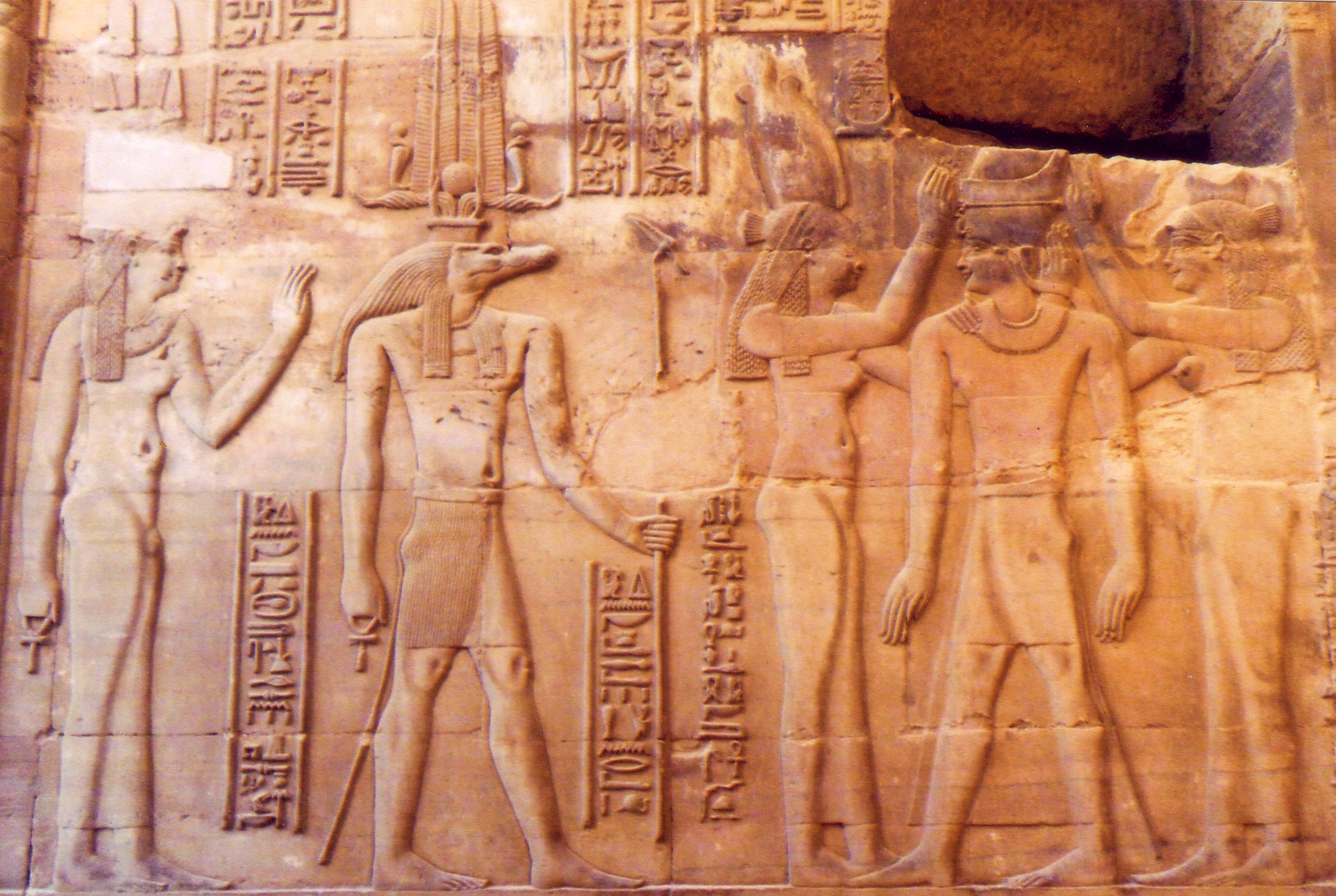
Nel bassorilievo posto nell'area consacrata a Sobek Tolomeo XII riceve le corone dell'Alto e del Basso Egitto
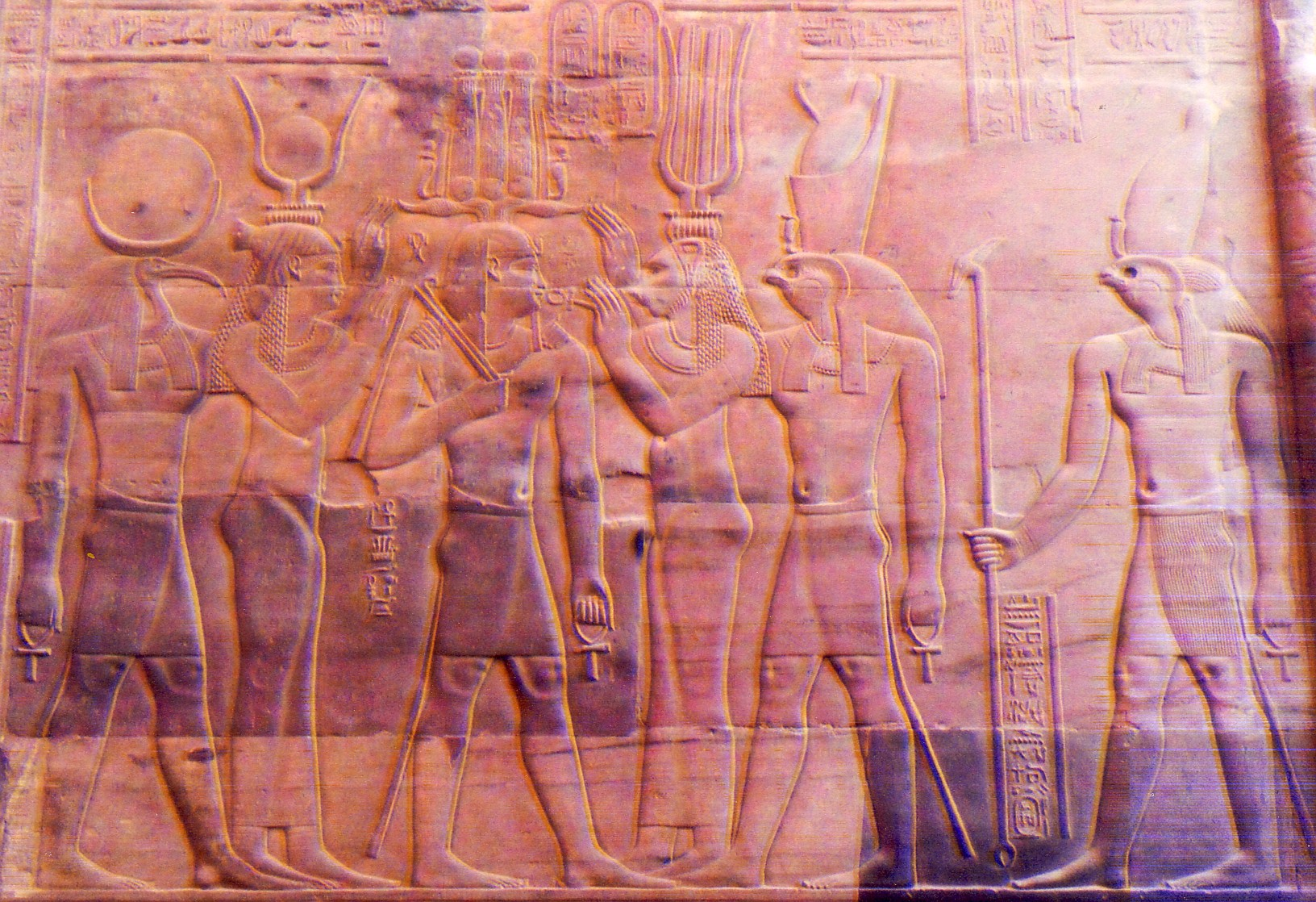
Nel bassorilievo posto nell'area consacrata a Horus Tolomeo XII riceve l'Ankh e la corona da Thot, Nut, Iside al cospetto di Horus e Ra
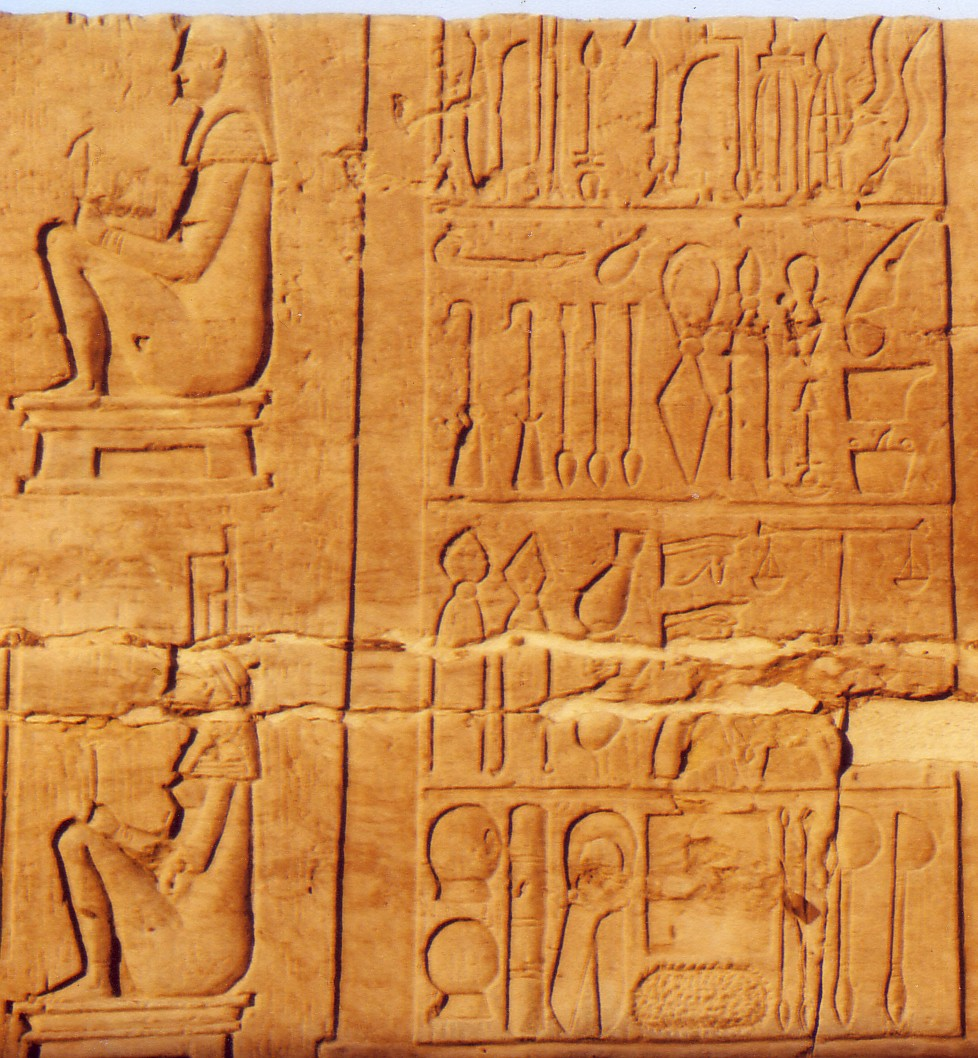
Bassorilievi raffiguranti strumenti chirurgici. Sulla sinistra si notano due donne incinte sedute sulla sedia gestatoria
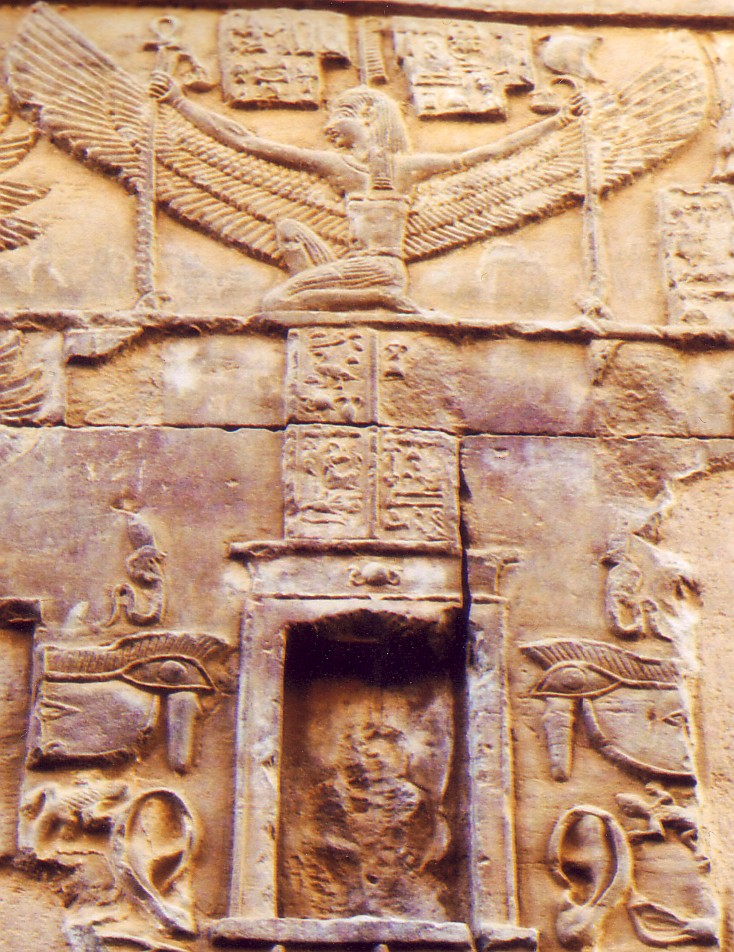
La falsa porta posta sul retro